# 田中俊也
田中 俊也（たなか としや、1984年11月12日 - ）は、石川県金沢市出身の元サッカー選手である。ポジションはFW。

## 来歴
高校時代は地元・石川県の強豪校である星稜高校へ進学、全国大会通算12得点、高校通算得点は予選や練習試合を含めると100ゴールを軽く超える。北信越地方では柳沢敦の再来と騒がれた。
2003年にサンフレッチェ広島へ入団。2年目の2004年に出場経験が得られるものの継続したものではなかった。翌2005年、チームは佐藤寿人・ガウボン・ジョルジーニョの補強、前田俊介のトップ昇格とFW過多状況になり、サテライトですらMFとして出場していた。同年7月に当時JFLの愛媛FCへレンタル移籍。
愛媛ではJリーグ昇格の切り札として大いに期待された。当初は落ち着いたポストプレーなど大器の片鱗を見せるも周囲とのコンビネーションに苦労するなど、期待された程の活躍は出来なかった。しかしJリーグ参入の絶対条件であったJFL2位以内を確定させた11月27日のHonda FC戦では劇的な逆転ゴールを決め、喜びの余り200人以上集まった愛媛サポーターの中に飛び込み、一躍人気選手となった。
翌2006年完全移籍。
前線からの守備を頑張り過ぎ、重大な決定機を外し続けたこともあったが、周囲との連携が深まるとゴールを量産。献身的な守備、スペースへの飛び出し、ペナルティエリア内での落ち着いた動きなどで愛媛のエースに君臨し、J2得点ランク10位となる14ゴールを挙げた。
2007年から背番号も11となった。
愛媛FCのエースストライカーとして入団時からチームをけん引し、チームの顔ともいえる存在であったが怪我の影響もあり2008年シーズン頃よりプレーに精彩を欠くようになりベンチメンバーにすら入れない試合が続いた。2009年シーズンオフをもって退団。2010年はJFLに昇格した出身地のツエーゲン金沢に移籍、2度目のJリーグ昇格を目指したが、1年で退団。
その後は広島同期入団の木村龍朗が設立に携わった、パテオFCのコーチを経て、現在は金沢市内の少年サッカークラブのコーチを務めている。

## エピソード
- プロ同期入団は、松浦宏治、高木和正、大久保裕樹、河原正治、木村龍朗。
- 星稜高校の先輩である松井秀喜の愛称をもじって、マスコミから「ゴジラ」と呼ばれることがある。

## 所属クラブ
- 金沢城北FC
- FCヘミニス金沢
- 星稜高校
- 2003年 - 2005年7月 サンフレッチェ広島
  - 2005年7月 - 同年12年 愛媛FC (期限付き移籍)
- 2006年 - 2009年 愛媛FC
- 2010年 ツエーゲン金沢

## 個人成績
| 国内大会個人成績 | 国内大会個人成績 | 国内大会個人成績 | 国内大会個人成績 | 国内大会個人成績 | 国内大会個人成績 | 国内大会個人成績 | 国内大会個人成績 | 国内大会個人成績 | 国内大会個人成績 | 国内大会個人成績 | 国内大会個人成績 |
| 年度             | クラブ           | 背番号           | リーグ           | リーグ戦         | リーグ戦         | リーグ杯         | リーグ杯         | オープン杯       | オープン杯       | 期間通算         | 期間通算         |
| 年度             | クラブ           | 背番号           | リーグ           | 出場             | 得点             | 出場             | 得点             | 出場             | 得点             | 出場             | 得点             |
| 日本             | 日本             | 日本             | 日本             | リーグ戦         | リーグ戦         | リーグ杯         | リーグ杯         | 天皇杯           | 天皇杯           | 期間通算         | 期間通算         |
| ---------------- | ---------------- | ---------------- | ---------------- | ---------------- | ---------------- | ---------------- | ---------------- | ---------------- | ---------------- | ---------------- | ---------------- |
| 2003             | 広島             | 32               | J2               | 0                | 0                | -                | -                | 0                | 0                | 0                | 0                |
| 2004             | 広島             | 23               | J1               | 6                | 1                | 1                | 0                | 0                | 0                | 7                | 1                |
| 2005             | 広島             | 13               | J1               | 0                | 0                | 0                | 0                | -                | -                | 0                | 0                |
| 2005             | 愛媛             | 33               | JFL              | 11               | 2                | -                | -                | 3                | 3                | 14               | 5                |
| 2006             | 愛媛             | 33               | J2               | 47               | 14               | -                | -                | 2                | 1                | 49               | 15               |
| 2007             | 愛媛             | 11               | J2               | 28               | 5                | -                | -                | 3                | 2                | 31               | 7                |
| 2008             | 愛媛             | 11               | J2               | 35               | 7                | -                | -                | 1                | 0                | 36               | 7                |
| 2009             | 愛媛             | 11               | J2               | 41               | 3                | -                | -                | 1                | 0                | 42               | 3                |
| 2010             | 金沢             | 10               | JFL              | 12               | 2                | -                | -                | 0                | 0                | 12               | 2                |
| 通算             | 日本             | 日本             | J1               | 6                | 1                | 1                | 0                | 0                | 0                | 7                | 1                |
| 通算             | 日本             | 日本             | J2               | 151              | 29               | -                | -                | 7                | 3                | 158              | 32               |
| 通算             | 日本             | 日本             | JFL              | 23               | 4                | -                | -                | 3                | 3                | 26               | 7                |
| 総通算           | 総通算           | 総通算           | 総通算           | 180              | 34               | 1                | 0                | 10               | 6                | 191              | 40               |

- 公式戦初出場 2004年5月22日 J1・1st第11節対柏レイソル戦 (広島ビッグアーチ)
  - 先発出場、51分大木勉と途中交代
- 公式戦初得点 2004年9月26日 J1・2nd第7節対東京ヴェルディ1969戦 (広島ビッグアーチ)
  - 45分大木勉に代わって途中出場、83分ゴール